# Список персонажей The Prince of Tennis
The Prince of Tennis (яп. テニスの王子様 Тэнису но О:дзисама, Принц тенниса) — сёнэн-манга и аниме-сериал имеет большое количество персонажей.

## Сэйгаку
Все главные герои посещают среднюю школу академии Сэйсюн Гакуэн (яп. 青春学园), или Сэйгаку (яп. 青学) для краткости. Школа славится своим теннисным клубом, в котором состоит главный герой Рёма Этидзэн, и в которую ходил его отец, Нандзиро Этидзэн, бывший профессиональный игрок в теннис. Хотя Сэйгаку хорошо известен своими навыками тенниса, они уже несколько лет не могут попасть даже на турнир Канто, пока в школу не переходит Тэтзука и не ставит себе цель попасть на Национальный. Когда Тэдзука вступил в команду на втором году обучения, а вместе с ним и Оиси, Фудзи, Кикумару и Инуи команда попадает на Межрегиональный турнир, а ещё через год, когда в команду вступили Кайдо и Момосиро, а Тэдзука стал капитаном.
В клубе существует правило: каждый месяц проводить Ранговые соревнования, которые длятся пять дней. Все члены клуба делятся на четыре блока и два лучших игрока, победивших в большинстве матчей в своём блоке попадают в команду. Это служит стимулом членам клуба совершенствовать свою игру. Однако постоянные члены команды Сэйгаку всегда отстаивают своё место в команде и проигрывают только друг другу.
Униформа команды: белая с синим футболка и белые шорты, белая с синим кофта и синие штаны. А члены клуба, которые не входят в команду носят тёмно-синий спортивный костюм.

### Рюдзаки Сумирэ
Сумирэ Рюдзаки (яп. 竜崎スミレ Рю:дзаки Сумирэ)
Школа: Средняя школа академии Сэйсюн Гакуэн
Ведущая рука: правая
Является тренером теннисного клуба Сэйгаку, а также учительницей математики в школе Сэйсюн Гакуэн. Она тренировала Нандзиро Этидзэна, помогла ему развить свой талант и улучшить навыки и стать профессиональным игроком в теннис. У неё есть внучка Сакуно, которая влюблена в Этидзэна. Рюдзаки соперничает со своим бывшим наставником Микия Банда (или Бандзи), который является тренером Ямабуки. Она часто кричит и ругается, но на самом деле она очень надёжный тренер и делает всё для развития и продвижения команды и благополучия её игроков.
Она хорошо ладит со всеми игроками, и даже иногда участвует в их развлекательных программах: боулинг, пляжный волейбол, мини-турнир с Роккаку. Также Рюдзаки прислушивается к желаниям своих игроков и помогает как может: когда Рёма получил травму и у него текла кровь, она обработала ему рану и позволила доиграть матч, когда Кавамура повредил запястье играя против Кабадзи, она обоих отвела в больницу посреди турнира, когда Тэдзука играл с травмой, она не остановила его, а потом отправила лечить травму за границу. У игроков Рюдзаки пользуется любовью и уважением.
Всегда носит розовую спортивную форму и завязывает волосы в высокий хвост.

### Рёма Этидзэн
Рёма Этидзэн (яп. 越前 リョーマ Этидзэн Рё:ма)
Школа: Средняя школа академии Сэйсюн Гакуэн (1 год, класс 2)
Стиль игры: Разносторонний
Ведущая рука: левая
Главной герой, сын Нандзиро Этидзэна, известного в мире тенниса как «Самурай Нандзиро» и которого Рёма мечтает когда-нибудь победить. При переходе в Сэйгаку сразу вступил в теннисный клуб и победив двоих командных игроков, вступил в команду. Любимая фраза Рёмы: «мада мада данэ», что переводится как «Ещё много над чем стоит поработать» или «Нет, ещё не все», хотя буквально означает «нет, не/или недостаточно хорош».
С самого начала, только перейдя в Сэйгаку, Рёма копировал стиль своего отца Надзиро, но не замечал этого. Помог ему обрести свой оригинальный стиль Тедзука, когда решил провести с ним матч, тогда же Тедзука и попросил Рёму стать «Опорой Сэйгаку».
Рёма гениальный и очень талантливый игрок, известный в Америке как «Принц тенниса». Его стиль игры разносторонний, а его визитной карточкой является подача «Твист Сэрвэ», при которой мяч отлетает сопернику прямо в лицо и который он всегда подаёт правой рукой. Рёма левша, но часто начинает играть матчи правой рукой, чтобы проверить соперника или разогреться. Его преимуществом является способность анализировать возможности своих оппонентов во время матча, и адаптировать свою игру соответствующим образом, чтобы воспользоваться их слабостями. Также он является теннисистом с большим количеством специальных техник и способностей. Одиним из главных талантов Рёмы является его способность к воспроизведению новых техник после того, как увидел их всего один-два раза. Также как и Эйдзи обладает способностью видеть движущиеся объекты. Он является одиночным игроком и абсолютно не способен играть в Парных, хотя он и пытался один раз с товарищем по команде Такэси Момосиро. Увидев, как плох он был в парном матче, тренер Рюдзаки всегда ставит его а Одиночные. Любит играть с сильными соперниками, но ненавидит проигрывать.
Обожает теннис, поэтому когда нет тренировок тренируется самостоятельно, играет со своим отцом, ходит в общественные клубы или ходит на уличные корты с Момосиро. Также Рёма демонстрирует способности и в других видах спорта, таких как боулинг, настольный теннис и бильярд. Из команды больше всех дружит с Момосиро.
Хотя Рёма довольно высокомерен, но часто ведёт себя как ребёнок, а также очень заботиться о своей кошке Карупине. Любит понту (Ponta) и пьёт её постоянно, также по рекомендации Инуи пьёт по две бутылки молока каждый день. Всегда на голове носит кепку и почти никогда не расстаётся с ракеткой. Свободно говорит на английском, вызывая восхищение одноклассников, и имеет собственный фан-клуб в школе, возглавляемый Томокой.
Особые приёмы: Twist serve, Кручёная подача, Drive A, Drive B, Drive C, Drive D, Samurai Drive, Cool Drive, Циклон Смэш, Муга-но Кёти, разножка.

### Кунимицу Тэдзука
Кунимицу Тэдзука (яп. 手塚 国光 Тэдзука Кунимицу)
Школа: Средняя школа академии Сэйсюн Гакуэн (3 год, класс 1)
Стиль игры: Разносторонний
Ведущая рука: левая
Капитан теннисного клуба Сэйгаку, игрок национального уровня. Был удивительно талантлив уже на первом году обучения в Сэйгаку. Обыгрывал всех сэмпаев, включая капитана, играя правой рукой, хотя сам левша. Из-за этого у него произошёл конфликт с одним старшеклассником, который даже ударил Тэдзуку ракеткой по левой руке. Тэдзука даже хотел уйти из клуба но капитан его отговорил, попросив стать «Опорой Сэйгаку». И Тэдзука полностью оправдал надежды бывшего капитана. Как капитан он действительно заботится о своей команде и всегда старается помочь им улучшить свою игру, даже во вред себе.
Сразу подружился с Ойси, с которым поделился своей целью попасть на Национальный турнир. Также имеет достаточно близкие отношения с Фудзи, с которым даже играл матч на первом году обучения, но из-за травмы руки проиграл. Во время матча с Фудзи чрез два года, когда Рёма уехал в Америку, сказал, что если бы не травма Фудзи мог бы стать его соперником. Во время матча с Атобэ показал насколько для него действительно важно попасть на Национальный турнир, ведь он продолжал играть, несмотря на давнюю травму руки и терпя невыносимую боль.
Стиль игры Тэдзуки разносторонний, он способен использовать приёмы из любого стиля, в зависимости от ситуации. Его ведущая рука левая, но также хорошо он может играть и правой и даже разработал Зону Тэдзуки для правой руки. Одной из причин, почему Тэдзука считается теннисистом национального уровня это его печально известный Укороченный Дзэро-сики. Этот удар заставляет мяч катиться обратно к сетке, падая на стороне противника. Ещё одним из методов Тэдзуки, как его подпись является "Зона Тэдзуки" (яп. 手塚ゾーン), которая позволяет мячу лететь прямо к Тэдзуке, независимо от токо куда был послан мяч, пока сам Тэдзука стоит на месте в центре у задней линии. Дзэро-сики, как и Зона Тэдзуки накладывают большое давление на руку и требуют большой точности, поэтому считаются очень сложными.
Тэдзука слишком серьёзен, носит очки и почти никогда не улыбается. В манге, Тэдзука улыбается в первый раз только после того, как его команда становится чемпионами страны, а потом после возвращения, Фудзи указывает ему на этот факт. В аниме, он улыбается, когда дядя Оиси говорит ему, что его локоть полностью зажил, а также когда он видит потенциал Момосиро во время матча. Но обычно, независимо от ситуации, Тэдзука никогда не меняет стоического выражения своего лица. Его серьёзность усугубляется некоторыми чертами характера, а также строгим дедом. По иронии судьбы, Тэдзука выглядит старше своего фактического возраста и некоторые часто ошибаются, считая его учителем товарищей по команде. Очень строгий, но справедливый и всегда придерживается своего слова, наказывая всех, даже если правила были нарушены лишь некоторыми из них. Его любимая фраза: «Давайте не будем беспечны» или «Не теряйте бдительности».
Особые приёмы: Укороченный Дзэро-сики, Зона Тэдзуки, Фантом Тэдзуки, Муга-но Кёти: Предел Упорного труда, Предел Блистающего разума.

### Сюсукэ Фудзи
Сюсукэ Фудзи (яп. 不二 周助 Фудзи Сюсукэ)
Школа: Средняя школа академии Сэйсюн Гакуэн (3 год, класс 6)
Стиль игры: Контратакующий игрок
Ведущая рука: правая
Талантливый игрок национального уровня из команды Сэйгаку второй по силе после Тэдзуки. Средний ребёнок из трёх, у него есть старшая сестра Юмико, вызывающая восхищение его друзей и младший брат Юта, бывший студент Сэйгаку, но перешедший в Св. Рудольфа, не выдержав постоянного сравнения со своим талантливым братом.
Фудзи является вторым по силе игроком в Сэйгаку, часто называемый «гением» из-за своих тактических навыков. Его коронные удары это тройка ударов Фудзи: Хигума Отоси, Цубамэ Гаэси, Хакугэй и исчезающая подача. Позже на Национальном он усовершенствовал свою тройку ударов: Кагеро Зуцуми, Хакурю. Фудзи, как правило, очень спокоен и свою игру контролирует до конца, никогда не играя в полную силу и не раскрывая полностью свой полный потенциал. В то время как его противник играет на пределе, Фудзи всегда играет на уровне своих противников и складывается впечатление, что ему всё равно победит он или проиграет. Инуи даже говорит, что он единственный на ком его данные не работают. А сам Фудзи сказал Мизуки во время матча, что у него нет слабых мест. Есть всего несколько людей, которые могут «разбудить» настоящего игрока в Фудзи и заставить его играть серьёзно: капитан команды Сэйгаку Кунимицу Тэдзука и Рёма Этидзэн, Мизуки из Св. Рудольфа, Кирихара Акая из Рикайдай Фузоку. И если Тэдзука единственный, кого Фудзи хочет победить и не может, то Мизуки использовал Юту, а Кирихара отправил капитана Фудоминэ Тачибану в больницу. А Фудзи как рыцарь защищает обиженных и обездоленных. Фудзи обычно занимает позицию в Парных 2, хотя также нередко играет и в одиночных.
Также увлекается бильярдом и хорошо в него играет. Любимая еда рамен и острая кухня. Единственный из всей команды ест васаби-суши и обычно без последствий пьёт «Сок Инуи».
Фудзи часто улыбается с закрытыми глазами, но когда он возбуждается или раздражается, или играет серьёзно, то открывает глаза. Фудзи хорошо ладит с товарищами по команде, особенно с Эйдзи Кикумару, также он является одним из немногих кто действительно близко общается с капитаном Тэдзукой. Фудзи особенно любит и защищает своего младшего брата Юту, активно пытается «уничтожить» или наказать тех, кто победил или причинил вред его младшему брату. Особенно хорошо это видно во время его матча с Мизуки из Св. Рудольфа.
Особые приёмы: Подача С Руки или исчезающая подача, Хигума Отоси (медведь), Цубамэ Гаэси (возвращение ласточки), Хакугэй (белый кит), Врата-которые-сторожат-гекатонхейры, Кагеро Зуцуми (Стрекоза), Хакурю (белый дракон).

### Сюитиро Оиси
Сюитиро Оиси (яп. 大石 秀一郎 О:иси Сю:итиро:)
Школа: Средняя школа академии Сэйсюн Гакуэн (3 год, класс 2)
Стиль игры: Контратакующий игрок
Ведущая рука: правая
Вице-капитан теннисного клуба Сэйгаку. Вместе с Эйдзи Кикумару он составляет парную команду национального уровня, известную как «Золотая пара» Сэйгаку.
Во время матча Оиси всегда остаётся спокойным и рациональным, что позволяет ему быстро строить нужную стратегию. Также во время игры Оиси всегда прикрывает большую часть корта, находясь на задней стороне корта, тем самым позволяя Эйдзи вести свою акробатическую игру. С Эйдзи они составляет идеальную пару, понимая друг друга настолько хорошо, что позволяет им предугадывать действия друг друга, не используя никаких сигналов. Со временем это позволило им достичь «Синхронизации», при которой они могли действовать вместе, как один человек. Оиси и Эйдзи часто используют «Австралийскую расстановку», где они стоят прямо на центральной линии тем самым противник не знает в какую сторону кто из них будет двигаться. Оиси и Эйдзи помимо тенниса являются лучшими друзьями. Также перед Национальными сказал Эйдзи, что хочет стать врачом.
Любит жаренное мясо и даже показывал команде как правильно жарить мясо на гриле. Помимо тенниса Оиси имеет разряд по боулингу, в который играет левой рукой.
Оиси очень ответственно относится к своему положению вице-капитана, всегда сопровождает Тэдзуку на жеребьёвку игр на турниры. Когда Тэдзука объявил о своём отъезде, даже начал изучать теннисный кодекс. Старается быть строгим, но это у него не получается, потому что чересчур заботится об игроках и беспокоится за благосостояние команды. Известен как «наседка Сэйгаку».
Особые приёмы: Лунный залп, Территория Оиси, Австралийская расстановка, Двое у Сетки.

### Эйдзи Кикумару
Эйдзи Кикумару (яп. 菊丸 英二 Кикумару Эйдзи)
Школа: Средняя школа академии Сэйсюн Гакуэн (3 год, класс 6)
Стиль игры: Акробатическая игра и игра у сетки
Ведущая рука: правая
Вместе с Ойси составляет «Золотую пару» Сэйгаку, пару национального уровня. Во время игры использует акробатические трюки благодаря своему гибкому телу, что позволяет ему возвращать даже те мячи, которые кажутся невозможными. Также Эйдзи обладает способностью видеть движущиеся объекты, что также помогает ему во время игры. С Ойси составляет идеальную пару, понимая друг друга настолько хорошо, что позволяет им предугадывать действия друг друга, не используя никаких сигналов. Со временем это позволило им достичь «Синхронизации», при которой они могли действовать вместе, как один человек. Главная слабость Эйдзи заключается в отсутствие выносливости и когда в длинных матчах он устаёт, Ойси приходится играть в одиночку. Но в конце концов упорно тренируясь он преодолевает этот недостаток. Хотя Эйдзи обычно играет а Парных, но может играть и в Одиночных, используя свою скорость таким образом, что противнику кажется, что на поле несколько Эйдзи.
Любимый цвет Эйдзи красный, бродит по зоомагазинам, ест омлет с рисом и жареные креветки. Его любимый предмет в школе истории Японии, любит аниме/фэнтези, является кумиром журналов и JPop. Его любимым местом является парк развлечений, но также его часто можно найти в спортзале, когда он не на теннисном корте. На правой щеке носит пластырь.
У Эйдзи есть бабушка и дедушка, мать, отец, две старшие сестры и два старших брата. Отец Эйдзи работает репортёром. Являясь самым младшим в очень большой семье, Эйдзи очень весёлый и беззаботный. Больше всех дружит со своим партнёром по Парным играм Оиси, но также часто обнимает и тормошит Этидзэна, называя его «малышом», из-за того, что тот самый младший в команде.
Особые приёмы: лучик Кикумару, базука Кикумару, Австралийская расстановка, Двое у Сетки.

### Такэси Момосиро
Такэси Момосиро (яп. 桃城 武 Момосиро Такэси)
Школа: Средняя школа академии Сэйсюн Гакуэн (2 год, класс 8)
Стиль игры: Агрессивный игрок задней линии
Ведущая рука: правая
Первый шельмец в Сэйгаку. Наиболее открытый и дружелюбный в команде, очень эмоциональный. Момосиро связан с каждым членом команды на определённом уровне и является самым близким к настоящим другом Этидзэна. Оба проводят много времени вместе, едят гамбургеры или участвуют в уличном теннисе.
Также Момосиро является вечным соперником Кайдо ещё с первого года обучения, они постоянно спорят и пытаются перещеголять друг друга. Это делает их эффективной парой, потому что два соперника отлично знают друг друга. К тому же благодаря соперничеству Момосиро быстро развивает свои способности и увеличивает своё мастерство. Однако когда он временно теряет место в команде после проигрыша Инуи в Ранговых соревнованиях он теряет веру в себя и падает духом и даже перестаёт посещать тренировки. Прийти в норму ему помогает Энн, сестра Тачибаны, с которой у Момо сложились дружеские отношения. Момосиро решает заменить Инуи на посту менеджера, делает налобные повязки для болельщиков за Сэйгаку и даже собирает информацию о противниках. Но когда Ойси повреждает запястье перед матчем с Хётей на турнире Канто и Момоширо занимает его место в паре с Кикумару, он возвращается на своё место в команде, так как Тэдзука после турнира уезжает в Германию.
Момосиро считается талантливым игроком и в спокойном состоянии он играет очень хорошо. Но когда Момо выходит из себя, а так как Момосиро очень эмоционален это временами случается, то тогда страдает качество его игры. В таком случае успокоиться очень сложно. Коронным ударом Момосиро и его визитной карточкой является «Данк Смэш», который он потом совершенствует до «Супер Крутой Спэшал Момосиро». Вернуть такой удар Момосиро очень сложно, а «Супет Данк» практически невозможно. Игрок Одиночных матчей, но отличие от Рёмы, который категорически не способен играть в Парных, Момоширо со временем получает опыт в таких играх, играя не только на тренировках, но и в матчах. Играл в паре с Кикумару, Инуи, Кавамурой и Кайдо. После того, как третьекурсники из команды заканчивают среднюю школу становится вице-капитаном Сэйгаку.
Особые приёмы: Данк Смэш, Стилет, Супер Данк или Супер Крутой Спэшал Момосиро, Jack Knife.

### Каору Кайдо
Каору Кайдо (яп. 海堂 薫 Кайдо Каору)
Школа: Средняя школа академии Сэйсюн Гакуэн (2 год, класс 7)
Стиль игры: Контратакующий игрок
Ведущая рука: правая
Известен как «Viper» («Гадюка») из-за того, что постоянно делает «fshuuuu», звук, похожий на шипение змеи, а также из-за его специальной техники, которая извивается ка змея и имеет такое же название «Змей».
Талантливый игрок, но его игра довольно однообразна. Имеет пару хороших ударов, один из которых создал сам. Используя свой изгибающийся удар справа называемый «Змей», Кайдо заставляет противника много бегать по корту, полностью выматывая его. Кайдо тренируется по специальной программе, разработанной Инуи для улучшения его игры и техники «Бумеранг-Снейк», а также для повышения выносливости. Кайдо — самый выносливый игрок в команде. Его выносливость особенно полезна в парных матчах с Инуи, когда Кайдо играет против другой команды в одиночку, а Инуи в это время собирает данные. Может играть играть и в Одиночных и в Парных матчах. После Тэдзуки Кайдо становится следующим капитаном Сэйгаку.
Также он с самого первого года обучения соперничает с Момосиро, они постоянно спорят, дерутся и пытаются превзойти друг друга. Но благодаря этому хорошо знают друг друга и если перестанут спорить способны составить идеальную пару в Парном матче, хорошо дополняя друг друга.
Хотя Кайдо внешне выглядит пугающе, всегда ходит хмурый и холоден по отношению к окружающим, на самом деле он и мухи не обидит и довольно мягок. В тайне от других, Кайдо любит мелких животных, подкармливая их и находя время, чтобы играть с ними. Были часто показаны серии, где он играет с кошкой Рёмы. Также чтобы не разочаровывать маленьких детей выставляет себя дураком, притворяясь Рёмой, когда его приняли за Рёму. На голове носит бандану, сначала оранжевую, но потом сменил её на зелёную.
Особые приёмы: Снейк (Змей) и Бумеранг-Снейк (Змей-бумеранг), Хадокью Бумеранг-Снейк, короткий Снэйк, Торнадо Снэйк, тяжёлый Снэйк.

### Садахару Инуи
Садахару Инуи (яп. 乾 貞治 Инуи Садахару)
Школа: Средняя школа академии Сэйсюн Гакуэн (3 год, класс 11)
Стиль игры: теннис по данным, подача и игра у сетки
Ведущая рука: правая
Высокоинтеллектуальный игрок. Он играет в теннис, используя данные, собранные о противнике и рассчитывая каждый удар — свой и противника. Его стиль называют как «информационный теннис». Однако он собирает данные, не только относящиеся к теннису, он также собирает личные данные и особые привычки присущие игроку. Такому стилю Инуи научил его близкий друг Рэндзи из Риккай, с которым он играл в паре до переезда Рэндзи. Во время игры спокоен и собран, никогда не выходит из себя и не психует. К тому же Инуи способен собирать данные очень быстро и даже во время игры за один-два гейма. Это особенно заметно, когда Инуи играет в паре с Кайдо. Помимо этого Инуи и сам по себе талантливый игрок и имеет пару своих специальных ударов: Скоростная подача и Водопад. Если его «теннис по данным» не работает, то Инуи способен просто отбросить свои данные и играть без них. Одинаково орошо играет и Одиночные и Парные матчи.
Когда после проигрыша Рёме и Кайдо он был временно удалён из состава команды, и стал менеджером Сейгаку и помощником тренера в разработке программы тренировок. Также для дополнительной мотивации на тренировках Инуи создаёт отвратительный по вкусу «Специальный сок Инуи» (или просто «Сок Инуи»), который способен на некоторое время вывести выпившего его игрока (на Фудзи не действует. а вот сам сам Инуи однажды был повержен собственным соком) из строя. Но сам он тренировался в 2,25 раза больше чем Кайдо, который и так тренировался намного больше остальных. Это позволило ему вернуться в команду победив Момоширо, но проиграв Тэдзуке. Для Кайдо разрабатывал отдельную программу тренировок, чтобы улучшить его игру, и для этого даже играл с ним Парные матчи.
Носит очки и имеет несколько запасных пар, которые всегда носит с собой. Также никогда не расстаётся с тетрадкой, в которую заносит данные игроков.
Особые приёмы: теннис по данным, Скоростная подача, Водопад.

### Такаси Кавамура
Такаси Кавамура (яп. 河村 隆 Кавамура Такаси)
Школа: Средняя школа академии Сэйсюн Гакуэн (3 год, класс 4)
Стиль игры: Агрессивный игрок задней линии
Ведущая рука: правая
Игрок команды Сэйгаку. Вне игры — скромный и тихий человек, но беря в руки ракетку, он становится агрессивным, очень напористым и громким, выкрикивая фразы «Горю!», «Здорово!», «Давай, детка!», «Возмутительно!» и другое в том же духе. В первый год у него было много сил, но не было никаких других навыков. Поэтому он много тренируется и пытается развиваться. Во время своего третьего года обучения он становится постоянным игроком, а вскоре развивает свой специальный удар Хадокью, которым он может и подавать и возвращать удары, а также бить одной или двумя руками. Эти удары очень мощные и их мало кто способен вернуть. Играет как Одиночные матчи, так и Парные, которые обычно играет с Фудзи, но частенько сидел на скамье запасных, пока Тэдзука не уехал в Германию. Хочет стать самым сильным игроком на Национальном турнире, победив Дзина Исиду.
Кавамура очень упорный и ответственный, считает себя наименее талантливым, очень боится подвести команду, поэтому много тренируется. Тихий и добрый, всегда готовый помочь. Любит готовить и после окончания школы планирует бросить играть в теннис и сосредоточиться на работе в качестве шеф-повара суси под руководством своего отца, который владеет суси-баром, с целью стать лучшим в будущем. Поэтому ему так важно не подвести свою команду на Национальном турнире. Празднуя какую-либо победу в турнире Сэйгаку собираются именно в суси-баре отца Кавамуры и в таких случаях Кавамура сам для них готовит.
Особые приёмы: Хадокью, Дэш Хадокью.

## Фудоминэ
Средняя школа Фудоминэ (яп. 不動峰) — единственная школа не участвовавший в жеребьёвке на турнир за год до начала истории из-за слухов о насилии. В этом году команда состоит из полностью новых членов. Во главе с капитаном Татибаной команда доходит до четвертьфинала национального чемпионата. Все игроки, за исключением капитана, второго года обучения.
Униформа команды: тёмно-фиолетовая.
Татибана Киппэй (яп. 橘桔平 Kippei Tachibana)
Фудоминэ, 3 год
Возраст: 14 лет
День рождения: 15 августа
Рост: 1.79 м, Вес: 67 кг
Группа крови: 0 (I)
Ведущая рука: Правая
Стиль игры: Разносторонний
Третьеклассник, является капитаном и тренером Фудоминэ. Он родом из региона Кюсю, где был членом команды в средней школе Сисигаку. Он и его близкий друг Титосэ привели свою команду в полуфинал национального чемпионата в качестве двух лучших игроков региона. Татибана - очень агрессивный игрок, и во время рейтингового матча внутри школы он травмировал Титосэ, решив опробовать свой новый прием, Дикий мяч, из-за чего создается впечатление, что одновременно летит множество мячей. После этого он решил бросить теннис, но вернулся к игре только когда узнал, что его друг снова может играть. Он стрижет и перестает обесцвечивать волосы, переезжает с отцом и сестрой, и, в конце концов, начинает играть в клубе Фудуминэ. В новом принце тенниса, он один из игроков, приглашенных в сборную Японии до 17 лет.
Особые приемы: Дикий мяч, «Moujuu Aura» (Аура дикого зверя), которая подчеркивает его естественный стиль и увеличивает его физические способности, «Abare Dama», а также «Abare Jishi».
Сейю: Кавахара Ёсихиса
Акира Камио (яп. 神尾 アキラ Akira Kamio)
Фудоминэ, 2 год
Возраст: 14 лет
Рост - 165 см - 166,5 см
Вес 52 кг
Группа крови: 0 (I)
День рождения 26 августа
Ведущая рука: Правая
Стиль игры: Контратакующий
Хобби: слушать музыку
Семья: мать, отец, старшая сестра
Имеет красные короткие волосы. Вице-капитан Фудоумине, который обычно играет в одиночном или парном матче со своим давним другом Синдзи Ибу. Его стиль сосредоточен на скорости и «ритме» его ног; другими словами, он очень быстр. Он влюблен в Эн и ревнует, когда она встречается с Момоширо. Позже он учится использовать ауру дикого зверя Татибаны, чтобы значительно увеличить свою скорость. В «Новом принце тенниса» он является одним из игроков, приглашенных в сборную Японии до 17 лет.
Сейю: Тихиро Судзуки
Синдзи Ибу (яп. 伊武 深司 Shinji Ibu)
Фудоминэ, 2 год
Возраст: 14 лет
День Рождения: 3 ноября
Рост: 165 см, Вес: 55 кг
Группа крови: AB (IV)
Ведущая рука: Правая
Стиль: Контратакующий
Хобби: слушать музыку
Семья: отец, мать, 2 младшие сестры
Имеет синие волосы до плеч. Обычно играет в одиночном или парном матче со своим лучшим другом Акирой Камио. Имеет привычку бормотать про себя то, что приходит в голову, не подозревая, что другие люди его слышат. Превосходный игрок, способный выполнять подачу ударом и использующий технику, называемую Спот, чтобы заставить соперника отправить мяч куда угодно, кроме корта. В «Новом принце тенниса» он является одним из игроков, приглашенных в сборную Японии до 17 лет.
Особые приемы: Спот (посылая крученые и резаные мячи добивается, что на мгновение мышцы соперника замирают)
Сейю: Эйдзи Морияма
Тецу Исида (яп. 石田 鉄 Tetsu Ishida)
Фудоминэ, 2 год
Возраст: 14 лет
День Рождения: 30 ноября
Рост: 188 см, Вес: 80 кг
Группа крови: 0 (I)
Ведущая рука: Правая
Стиль игры: Атакующий с задней линии
Хобби: чтение (книги на историческую тематику)
Семья: отец, мать, младшая сестра, старший брат Гин
Всегда носит белую бандану. Обычно играет в паре с МасаяСакурай. Сильный игрок, он использует свою физическую силу, чтобы победить своего противника, у которого есть особый силовой удар, известный как Хадокью, чрезвычайно мощный удар, который использует 120% силы пользователя. Он выучил технику Хадокью от своего старшего брата Гина, который по какой-то причине посещает гораздо более далекую среднюю школу Ситэнходзи. Сначала этот вызывает чрезмерную нагрузку на его руку, из-за чего Татибана не позволяет ему использовать его слишком часто. Позже он становится достаточно сильным, чтобы без проблем использовать Хадокью.
Особые приемы: Хадокью.
Сейю: Такэси Маэда
Масая Сакураи (яп. 桜 井 雅 也 Masaya Sakurai)
Фудоминэ, 2 год, 5 класс
Возраст: 14 лет
День Рождения: 18 июля
Рост: 164 см
Группа крови: 0 (I)
Ведущая рука: Правая
Играет в парных матчах вместе с Исидой. Кроме того он очень любит судить матчи.
Сейю: Макото Уэки
Кёсукэ Учимура (яп. 村 京 介 Учимура Кёсукэ)
Фудоминэ, 2 год
Возраст: 14 лет
День Рождения: 28 октября
Рост: 159 см
Группа крови: B (III)
Ведущая рука: Правая
Стиль игры: Подачающий
Всегда носит черную кепку. Играет в паре с Тацунори Мори. Имеет прозвище «Сетевой убийца», потому что его целью всегда становятся игроки у сетки.
Сейю: Кохэй Киясу
Тацунори Мори (яп. 森 辰徳 Tatsunori Mori)
Фудоминэ, 2 год, 3 класс
Возраст: 14 лет
Рост: 164 см
День рождения: 18 апреля
Группа крови: A (II)
Ведущая рука: Правая
Любимая еда: соба, карри-удон
Играет в парных с Кёсукэ Учимура.
Сейю: Такаюки Кондо
Татибана Энн (яп. 橘 杏 An Tachibana)
Фудоминэ, 2 год
День Рождения: 21 марта
Рост: 155 см, Вес: 57 кг
Группа крови: 0 (I)
Доминирующая рука: правая
Семья: отец, мать, старший брат, бабушка, прабабушка
Младшая сестра капитана Фудоминэ Татибаны и сама прекрасная теннисистка. Она является членом теннисного клуба девочек и часто поддерживает команду своего брата. Смелая девушка и обладает острым чувством справедливости. Энн поддерживает хорошие отношения с Рюдзаки Сакуно, Момоширо и Фудзи и часто выступает в качестве связующего звена между командами Сейгаку и Фудоминэ. Также, кажется, что ей наравится Момоширо (взаимно). Часто ходит играть на уличные корты, где часто встречается с Момоширо.
Сейю: Акико Кимура

## Св. Рудольф
Св. Рудольф (яп. 私立聖ルドルフ学院中学校?) — команда, которая впервые появляется в турнире префектуры и сталкивается с Сэйгаку в четвертьфинале. Сама школа только набирает студентов, одарённых теннисистов, и практикуется команда вместе всего один раз в неделю.
Униформа команды: белая рубашка с коричневым и коричневые шорты, белая кофта с коричневыми и коричневые штаны.

## Ямабуки
Ямабуки (яп. 山吹) — команда, которая строит свою стратегию на нечестных методах.
Униформа команды: зелёная.

## Хётэй
Хётэй из академии Хётэй Гакуэн (яп. 冰帝学园中等部 Хё:тэй Гакуэн) — это команда национального уровня, тренер которой использует систему строгой иерархии, где проигравший вылетает из команды и шансы вернуться обратно в команду минимальны. С Кэйго Атобэ во главе, их клуб насчитывает более двух сот членов игроков. Команда рассматривалась как основной претендент на место Риккайдай, но вместо этого терпела неудачу за неудачей, сначала проиграв Фудоминэ в четвертьфинале турнира префектуры, а затем проиграв Сэйгаку в первом раунде турнира Канто. Им бы пришлось оставить мечту попасть на Национальной турнир, если бы они не получили специальное приглашение от города, Токио, который получил право пригласить ещё одну дополнительную команду.
Униформа команды: футболка наполовину серая, наполовину белая и белые шорты, и кофта наполовину серая, наполовину белая и серые штаны.

## Дзёсэй Сёнан
Дзёсэй Сёнан (яп. 城成湘南中学校 Josei Shonan) находится в префектуре Канагава в регионе Токио. Хотя они упоминаются в манге, но появляются только в аниме, где заменяют Мидорияма, противники Сэйгаку во втором раунде турнира Канто.
Униформа команды:футболка ярко бирюзовая с тёмно-серым и белые шорты.
Аой Ханамура является тренером команды, которая относится к своим ученикам, как к шедеврам, подбирая для каждого отдельный курс тренировок, использующий их способности и особенности. Постоянно пытается привлечь новых студентов, особенно настойчиво упрашивала Рёму. Очень гордится своим мастерством и своими учениками, но в остальном действует очень спокойно и профессионально.
Сэйю: Ямагата Каори.
Кадзимото Такахиса (яп. 梶本贵久) капитан, серьёзным, тихий и послушный юноша. Использует свою гибкость при подаче L-Драйв Сэрвэ, где он изгибает своё тело в спине назад и быстро выгибает его, как катапульта.
Сэйю: Кониси Кацуюки.
Хироси Вакато (яп. 若人弘) вице-капитан, использует «стиль притворщика». Может скопировать стиль игры любого известного профессионального игрока в теннис, считая это копирование за технику, даже копируя их наименьшие привычки. Он изменяет стили игроков легко и часто: как только его противник привыкнет к одному стилю, он тут же меняет его на другой. Хотя это выглядит, как будто ему легко и просто скопировать любой стиль, но на самом деле Вакато проводит бесчисленные часы практикуясь. Он очень популярен у девушек и даже имеет свой фан-клуб, который следует за ним на все его официальные матчи.
Сэйю: Кикути Масами.
Синдзё Рэйдзи (яп. 神城玲治 Рэйдзи Синдзё:) известен как величайший «шедевр» Ханамуры, благодаря его технике известной как «мираж». Это техника, при которой совершенно невозможно предугадать какой мяч посылает Рэйдзи тяжёлый или лёгкий, мощные удары не отличаются от обычного возврата или подачи, а следовательно их нельзя правильно отбить. Ещё одна техника Рэйдзи «Убойный Импульс» используется в качестве подачи и является настолько мощной, что при попытке вернуть мяч травмирует противника настолько сильно, что рождает в них страх перед теннисом и они не могут больше играть. Ханамура запретила Рэйдзи использовать эту технику, но в матче с Рёмой, когда Этидзэн преодолел «мираж», Рэйдзи ничего не оставалось как использовать «Убойный Импульс». Но Рёма единственный из всех не испугался этой техники и, несмотря на полученные Рёмой травмы, Рэйдзи всё равно проиграл.
Сэйю: Такэмото Эйдзи.
Ёхэй Танака (яп. 田中洋平 Танака Ё:хэй) играет парные со своим братом-близнецом, Кохэй Танака (яп. 田中浩平 Танака Ко:хэй). Ёхэя часто ошибочно принимают за девушку за его короткие, тёмно-розовые волосы. Кохэй часто оказывается в такой же ситуации из-за своих длинных голубых волос забранных в высокий хвост. У них очень хороший слух, что позволяет им предсказывать по звуку удара куда упадёт мяч противника. Также они обладают и хорошим зрением. Благодаря этим способностям они могут разговаривать во время матча на отвлечённые темы, что злит и деморализует их противников.
Сэйю: Тиэко Хигути (Ёхэй), Канако Мицухаси (Кохэй)
Сё Ота (яп. 太田翔 О:та Сё:) со своим маленьким ростом является партнёром в парных играх гигантского Дайти Кириямы (яп. 桐山大地). Его маленькое тело, в сочетании с большим телом партнёра, формирует Thunderbolt, где Ота прыгает с плеч Кириямы и возвращает удары с большой высоты.

## Роккаку
Роккаку (яп. 市立六角中学校 Роккаку Тю:гакко:) является командой средней школы из префектуры Тиба, которая специализируется на обучении местных детей в теннис с самого раннего возраста. У них даже есть большая детская площадка и теннисный корт, который часто используется для обучения. С Сэйгаку они встречаются в полуфинале на турнире Канто. Также они попали на Национальный турнир, где проиграли команде Хига Тю.
Униформа команды: красная.

## Риккайдай
Средняя юниорская школа Риккайдай Фудзоку (яп. 私立立海大附属中学校 Сирицу Риккайдай Фудзоку Тю:гакко:) находится в префектуре Канагава и их команда Риккайдай, команда национального уровня, считается лучшей командой среди средних школ, выигрывая японский национальный турнир последние два года подряд. Они стремятся к полной победе в матчах, выиграв национальный и в третий год. Риккай Дай несомненные лидеры турнира Канто, они легко победили Фудоминэ в полуфинале. Однако, в финале проиграв Сэйгаку, они надеются победить их на Национальном, но снова проигрывают Сэйгаку и снова в финале, полностью теряя надежду в третий раз подряд получить титул чемпионов.
Униформа команды: золотисто-березовая с белым и тёмно-синим.
Сэйити Юкимура (яп. 幸村精市) на третьем году обучения в Риккайдай Фузоку, является капитаном Риккайдай, и известен по прозвищу «полубог», которое получил благодаря своей силе на теннисном корте. Сильнейший из тройки «демонов Риккайдай». Но несмотря на свою силу, имеет очень хрупкий и женственный внешний вид, на голове обычно носит зелёную повязку. Юкимура очень дружелюбен к другим вне теннисного корта, тем не менее, он очень строг со своей командой, когда действует в качестве капитана. Был госпитализирован в течение большей части сериала из-за неврологического заболевания, которое позволяет ему жить, но из-за которого он не мог заниматься теннисом. Не представляя своей жизни без тенниса, Юкимура соглашается на очень сложную операцию, которую успешно и проходит во время турнира Канто. После реабилитации Юкимура смог принять участие в Национальном турнире. Очень любим своей командой, но больше всех дружит с Санадой.
Когда Юкимура играет, он отказывается проигрывать. Один из немногих, кто может активировать «Муга но Кёти», он возвращает оппоненту каждый удар, который забирает их основные чувства: слух, зрение, осязание и др. Благодаря этой жуткой технике никогда не проигрывал даже сильным соперникам, пока в финале Национального он не потерпел поражение от Рёмы Этидзэна, который не испугался и которому удалось преодолеть эту технику.
Сэйю: Нагай Сатико.
Гэнъитиро Санада (яп. 真田弦一郎) на третьем году обучения в Риккайдай Фузоку, вице-капитан Риккайдай, известный как «император». Заменяет Юкимуру в Одиночном 1 во время его госпитализации. Второй из троих «демонов Риккайдай», он исходит из очень традиционной семьи, суровый и благородный, всегда на голове носит кепку. Играет с честью и считает, что лучше него самого и его товарищей по команде нет. Его главный соперник Тэдзука, которому он проиграл на Национальном, несмотря на то, что так и не смог победить Юкимуру, но которого он поклялся победить. Команда его очень уважает и слушается, но дружит Санада только с Юкимурой.
Санада занимается кендо и использует его в теннисе. В матче с Рёмой Санада использует «Невидимую подачу», при которой двигает ракетку чрезвычайно быстро и делает удар с большой точностью, из-за чего его трудно увидеть невооружённым глазом. Также он использует группу приёмов называемых «Ветер, лес, огонь, тени, горы, Молния», которые показал только на Национальных, хотя для подготовки к матчу с Тэдзукой использует только тень и молнию. Ветер, похожий на меч, делает мяч почти невидимым для глаза. Лесной нейтрализует мяч со спины. Огонь делает удар более мощным, которым можно ударить как справа, так и слева. Тень скрывает его недостатки и делает нечитаемым. Гора так и не была показана. Молния представляет собой чрезвычайно быстрый удар, который делается из любой точки на корте. За все эти игры, Санада может ещё больше повысить свой стиль игры с помощью «Муга но Кёти».
Сэйю: Кусуноки Тайтэн.
Рэндзи Янаги (яп. 柳莲二) на третьем году обучения в Риккайдай Фузоку, известный как «Мастер данных», является третьим из троих «демонов Риккайдай». Янаги обычно играет в Одиночных матчах, но иногда играет и в парных. Он друг и бывший партнёр по парным играм Садахару Инуи, ранее известный как «профессор». Является конкурентом Инуи в использовании тенниса по данным. Также имеет две специальные техники «Kamaitachi» и «Utsusemi». Янаги всегда держит свои глаза полуприкрытыми.
Сэйю: Такэмото Эйдзи.
Акая Кирихара (яп. 切原赤也) является самым молодым и единственным студентом второго курса в команде Риккайдай, поэтому получил титул «Ac второго года». Он известен своей привычкой заканчивать официальные матчи за 15 минут. Первоначально присоединился к Риккайдай, потому что думал, что будет игроком номер один, но потом Санада уговорил его остаться, чтобы когда-нибудь победить троих демонов.
Обычно дружелюбен, хотя на корте очень жесток, часто травмируя своих соперников до госпитализации. Под высоким давлением, если соперник слишком силён, или после получения травмы, белки глаз Кирихары становятся красными, а его мощность, мастерство, и скорость возрастают. Он становится гораздо более сильным в этом состоянии. Позже он развивается до «режима Дьявола» или просто «Дьявол», который превращает его кожу в красный и волосы в белый цвет. В этом состоянии обладает разрушительной силой, жаждет крови и исключительно сосредоточен на уничтожении своих противников, используя насильственные методы. Визитной карточкой Кирихары является удар «Кулачная подача», более мощная и экстремальная версия «Твист Сэрвэ», которая бьёт прямо в тела игроков. Меняется после избиения Фудзи на турнире Канто, хотя на Национальном возвращается к своему стилю игры, тяжело ранив Инуи.
Сэйю: Морикубо Сётаро.

## Ситенходзи
Ситэнходзи (яп. 四天宝寺中学校 Ситэнхо:дзи тю:гакко:) является одной из сильнейших команд в регионе Кансай. Хотя команда проигрывает Риккай Дай в прошлом году в полуфинале, члены обладают большой волей к победе в борьбе с Риккайдай, чем любая другая команда. В ходе истории, они побеждают Фудоминэ на Национальном турнире, но в очередной раз проиграли в полуфинале, на этот раз Сэйгаку.
Униформа команды: наполовину зелёная, наполовину жёлтая футболка, такая же кофта, белые с зелёным шорты, жёлтые штаны.
Кинтаро Тояма (яп. 远山金太郎) является самым молодым членом Ситенходзи, ровесником Рёмы, и сильнейшим игроком команды. Он очень беззаботен и наивен, а также имеет проблемы с речью, часто искажая имена и поговорки. Соперничает с Рёмой и, когда они встречаются, ходит за ним «хвостиком». Кинтаро также плохо знает японский, делая ошибки кандзи, например, Рёму он зовёт по фамилии «Этидзэн» как Косимаэ".
Кинтаро использует «Дикий» теннисный стиль (и акробатические игры), в котором использует свою природную выносливость и силу, будучи в состоянии поднять скутер за голову и бросить его с лёгкостью. Его карточкой является техника «Горный Шторм», в ходе которого он быстро раскручивает воздух, в результате чего возникает огромное количество ветра в движении. Читосэ считает Кинтаро игроком ближе всех подошедшего к достижению «Tenimuhō не Kiwami».
Сэйю: Исикава Масааки.

## Хига Тю
Хига Тю (яп. 比嘉中学校 Хига тю:гакко:) является первой командой из префектуры Окинава. Все игроки занимаются окинавским боевым искусством, и используют его в теннисе, как только им присущий теннисный стиль. Они имеют довольно плохие отношения с другими, так как используют отвратительные методы для победы, которые практикует их тренер. В первом туре Национального нанесли поражение Роккаку, целясь во время матча в их тренера. Тем не менее, они проиграли Сэйгаку во втором туре.
Униформа команды: фиолетовая футболка, белая с фиолетовым кофта, белые шорты, фиолетовые штаны.

## Американская команда
Американская команда была частью «Игр Доброй Воли», которую можно увидеть только в аниме «Принц тенниса».
Форма команды: чёрная с фиолетовым, жёлтым и белым футболка, такая же кофта, белые шорты, чёрные штаны.
- Ричард Бейкер — очень строгий тренер американской команды, который рассматривает теннис как большое шоу, а своих игроков, как актёров и шанс на успех. Он часто оскорбляет их, говоря что без него они ничего не стоят, и приказывает им выиграть или проиграть на основе своего представления о том, что больше понравится зрителям. Позже был уволен за разбазаривание средств спонсоров на дорогую рекламу.

Сэйю: Сайдзен Тадахиса.
- Кевин Смит (яп. ケビン · スミス Кэбин Сумису) капитаном команды, к тому же самый младший, он ровесник Рёмы. Мечтает победить Рёму и ради этого приехал в Японию. Из-за того, что его отца Джорджа Смита победил отец Рёмы Нандзиро Этидзэн, Джордж был очень строг в отношении обучения Кевина, а также злоупотреблял алкоголем, что приводит Кевина к выводу, что он должен победит сына соперника отца Рёму. В Японии первым делом отправился искать Рёму, обошёл многие средние школы, Рёму, естественно, не нашёл и разгромил в теннис таких игроков как Исида Тэцу из Фудоминэ, Хиёси Макаси из Хётэй и даже Акуцу Дзина из Ямабуки. Затем сердито отправился ждать официального матча между Японией и США. Также был возмущён, узнав, что Рёма не будет играть Одиночные 1, а сидит на скамейке запасных.

Стиль игры Кевина разносторонний, ведущая рука — левая и играет он очень агрессивно, во время игры стараясь ранить своих соперников. Также специально ради матча с Рёмой изучает все его техники и умело их использует. Однако у Кевина есть и собственная техника, которая называется «Иллюзия», специальная техника против левшей и для левшей, и которую он сам разработал. После матча с Рёмой они даже подружились, и когда Рёма приехал в Америку, проводили много времени вместе, не теряя, конечно, духа соперничества.
Из команды больше всех дружит с Билли Кэссиди, который помог ему создать «Илюзию», остальных же презирает, потому что они всегда беспрекословно слушаются Бэйкера. Кевин весёлый и дружелюбный мальчик, который целеустремлённо идёт к своей цели. Поэтому достигнув своей цели сыграть с Рёмой, потратил целый день на то, чтобы обойти все школы, где он побывал и извиниться перед всеми, кого обидел. У Кевина светлые волосы и серовато-голубые глаза, на голове всегда носит тёмные очки.
Сэйю: Киути Рэйко.
- Арнольд Игнашов (яп. アーノルド·イグニショフ А:норудо Игунисёфу) — иммигрант из Восточной Германии, который входил в уличную банду, пока не находит спортивный журнал и не просит Бейкера быть его тренером в теннис. Не желая возвращаться к своей прежней жизни, он тяжело практикуется и выигрывает каждый официальный матч до игры Фудзи. Арнольд известен под прозвищем «теннисная машина», потому что может в точности и спрогнозировать удары соперника и противодействовать им.

Сэйю: Мацумото Ёсиаки.
- Бобби Макс (яп. ボビー·マックス Боби: Маккусу) самый высокий и самый мышечно развитый среди своих товарищей, из-за чего получил прозвище «Зверь Бульдозер». Бобби часто выходит из себя, хоть и пытается себя контролировать, из-за чего его выгнали из большинства видов спорта в школе, пока он не стал играть в теннис, в котором использует комбинацию навыков полученных в предыдущих видах спорта. Ранее, Бобби играл в бейсбол, баскетбол и американский футбол.

Сэйю: Канэко Хари.
- Том Грифф (яп. トム·グリフィー Тому Гурифи:) и Терри Грифф (яп. テリー·グリフィー Тэри: Гурифи) братья-двойняшки, являются также партнёрами по парному теннису. Том, старший из двоих братьев, всегда заботился о Терри, который всегда был более нежным и даже благодаря длинным волосам напоминает девушку. Братья всегда были очень привязаны друг к другу. После смерти родителей их воспитывала тётя, но фактически дети содержали себя и свою тётю, собирая вещи из мусора и проводя теннисные трюки. Бейкер обнаруживает их на одном таком представлении и «спасает» их от тёти, оставляя в них глубокую признательность. После выясняется, что их тётя просто продала детей Бейкеру, который планировал нажиться на них. К тому же братья очень красивы, поэтому имеют огромное количество фанатов.

Сэйю: Кодзима Кадзунари (Том), Ито Майко (Терри).
- Билли Кэссиди (яп. ビリー·キャシディ Бири: Кясиди) переехал в Лос-Анджелес после того, как прожил на ранчо большую часть своей жизни. Начинает играть в теннис, чтобы стать человеком достойным внимания Стефани, дочери одного из спонсоров Бейкера. Играет парные с Майклом Ли, и дружит с Кевином. Имеет весёлый и беззаботный характер.

Сэйю: Кадзама Юто.
- Майкл Ли (яп. マイケル·リー Майкэру Ри:) является единственным сыном успешного китайского бизнесмена и иммигранта в США. Он также занимается кунг-фу в течение многих лет, что повышает его скорость и рефлексы при игре в теннис. Играет парные с Билли Кэссиди.

Сэйю: Иссин Тиба.